# Gott ist nicht tot 4 – Wir sind das Volk
Gott ist nicht tot 4 – Wir sind das Volk (Originaltitel: God’s Not Dead: We the People) ist ein christliches Filmdrama aus den Vereinigten Staaten unter der Regie von Vance Null. Der Film wurde am 4. Oktober 2021 veröffentlicht.
Der fünfte Teil der Filmreihe mit dem Titel God’s Not Dead: Rise Up ist in Produktion und soll 2023 veröffentlicht werden.

## Handlung
Eine Gruppe von christlichen Eltern unterrichtet ihre Kinder unter der Leitung des Pastors Dave Hill zu Hause. Richtschnur ist die Bibel, Gottes Wort. Als eine Vertreterin des Sozialdienstes einen unangemeldeten Besuch macht, stellt sie fest, dass der Unterricht den Anforderungen des gemeinsamen Kernstaatsstandards nicht genügt.
Die Richterin Elizabeth Neely gibt ihnen eine Woche Zeit, um zu beweisen, dass ihre Ausbildung angemessen ist, oder die Schüler werden gezwungen, eine öffentliche Schule zu besuchen. Kommen die Eltern den Forderungen der Richterin nicht nach, müssen sie mit einer Geldstrafe in Höhe von $ 1000 pro Tag rechnen. Pastor Hill und die Eltern reisen nach Washington, D.C., um vor einem Unterausschuss des Kongresses zum Thema Hausunterricht auszusagen. Es folgen teils lange Reden der Eltern vor dem Ausschuss in Bezug auf den Hausunterricht. Pastor Dave Hill hält das Schlussplädoyer und bekräftigt die Einigkeit seiner Mitstreiter: „Wir sind das Volk“.

## Rezeption
Der Film wurde wie seine Vorgänger weitgehend von den Kritiken verrissen. Steve Pulaski vom Influx Magazine gab dem Film die seltene Note „F“ und kritisierte, die Handlung und die Botschaft mit den Worten: „Gott ist nicht tot 4 – Wir sind das Volk ist nicht nur das Schlimmste in einer bereits missverstandenen Serie, sondern so äußerst bedauerlich, dass der Status als reine Drei-Nächte-Veranstaltung in den Kinos zumindest sicher stellt, dass deutlich weniger Menschen es sehen werden.“
Der konservative christliche Filmkritiker Christian Toto lobte den Film dagegen und erklärte, „dass, obwohl er die Fehler des Franchise teilt … sein mutiges Leitbild so notwendig wie nie zuvor war.“